# Rio Mosela
O rio Mosela perto de Bremm, Alemanha
O Mosela (em francês Moselle, em alemão Mosel e em luxemburguês Musel) é um rio do nordeste da França, do Luxemburgo e do oeste da Alemanha.
O Mosela tem uma extensão de 560 km marcados por célebres vinhedos, desembocando no rio Reno à altura da cidade alemã de Coblença (Koblenz).
Ao longo do seu percurso passa pelos seguintes países e divisões administrativas:
- Em França (região da Lorena):
  - Vosges (88): Le Thillot, Remiremont, Éloyes, Saint-Étienne-lès-Remiremont, Saint-Nabord, Épinal, Thaon-les-Vosges, Châtel-sur-Moselle, Charmes;
  - Meurthe-et-Moselle (54): Bayon, Neuves-Maisons, Pont-Saint-Vincent, Toul, Liverdun, Pompey, Dieulouard, Pont-à-Mousson, Pagny-sur-Moselle;
  - Moselle (57): Novéant, Ars-sur-Moselle, Metz, Maizières-lès-Metz, Hagondange, Bousse, Guénange, Uckange, Bertrange-Imeldange, Yutz, Thionville, Cattenom, Sierck-les-Bains;
- No Luxemburgo:
  - Schengen, Remich, Grevenmacher, Wasserbillig;
- Na Alemanha (Land da Renânia-Palatinado):
  - Tréveris, Cochem, Coblença.

O Mosela está em grande parte do seu curso canalizado, sendo navegável até à zona de Nancy, tendo um importante papel como via de transporte para as indústrias extrativas da região.

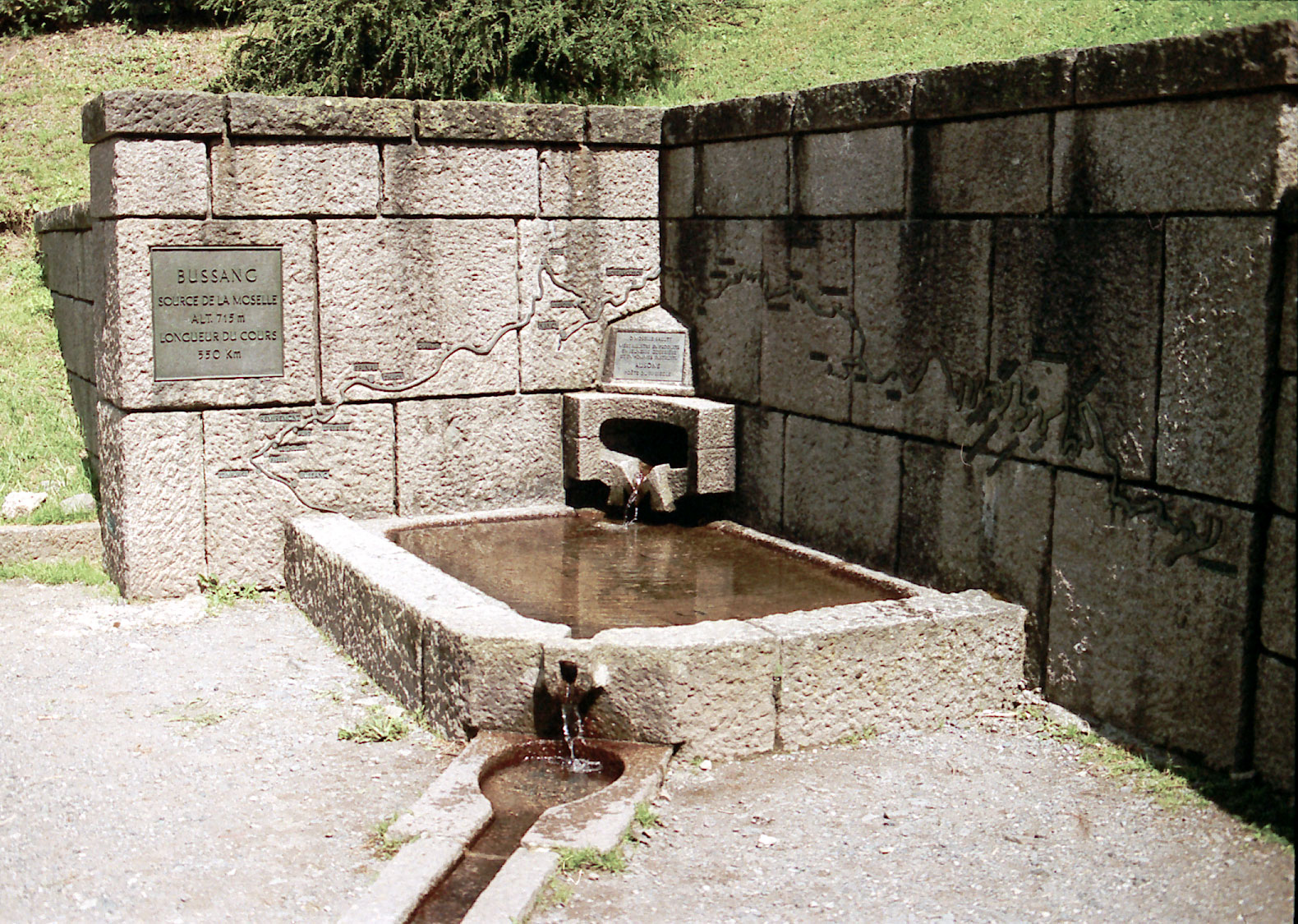
Nascente do Mosela perto do col de Bussang.
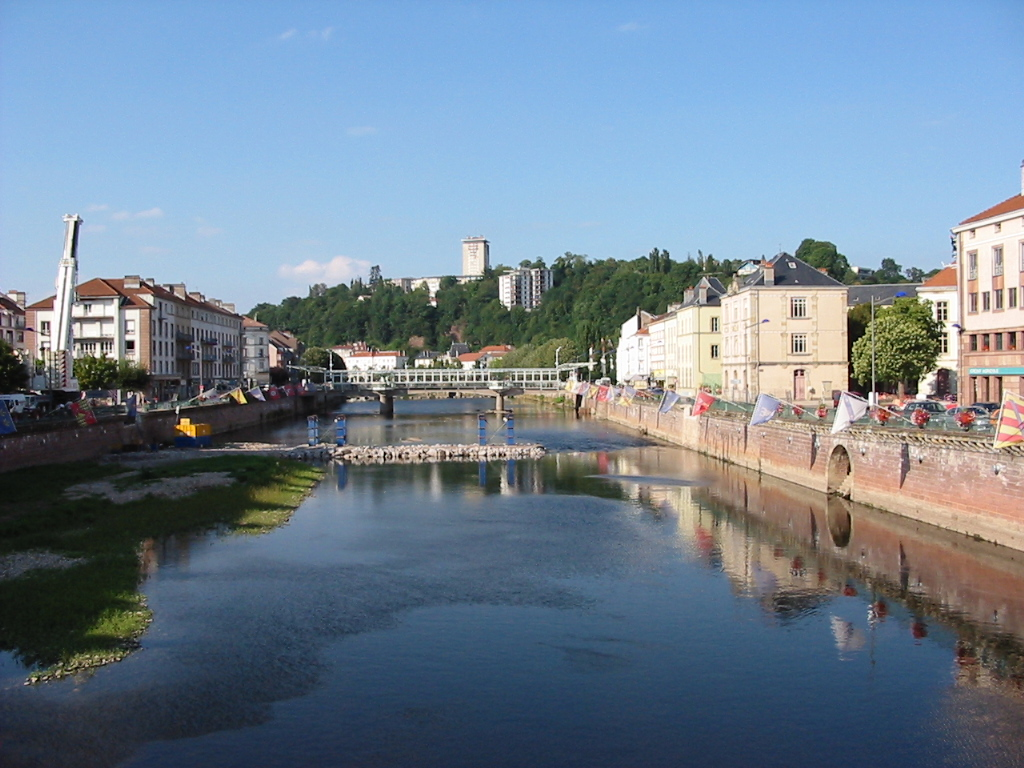
O Mosela em Épinal.
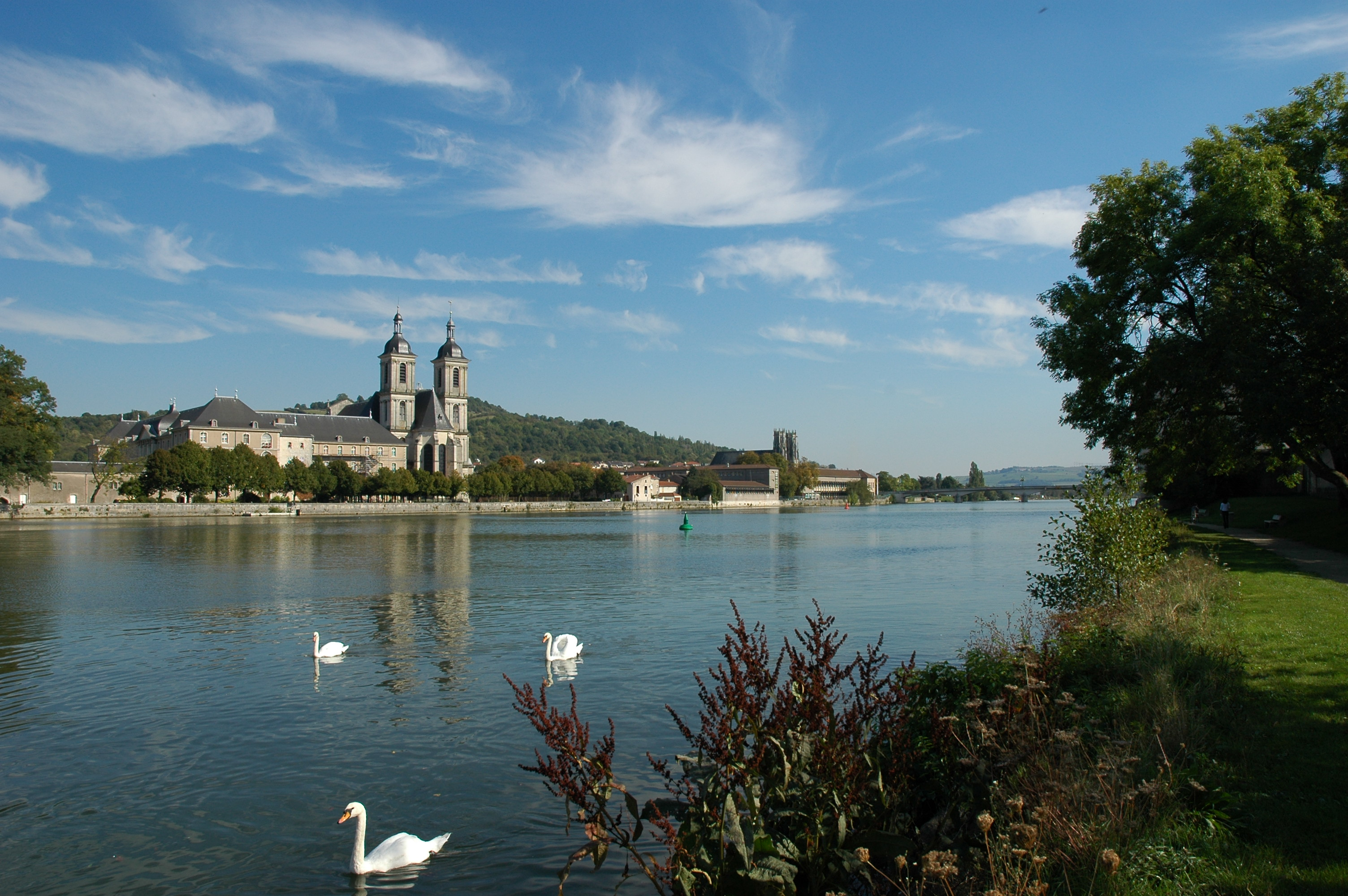
O Mosela em Pont-à-Mousson.
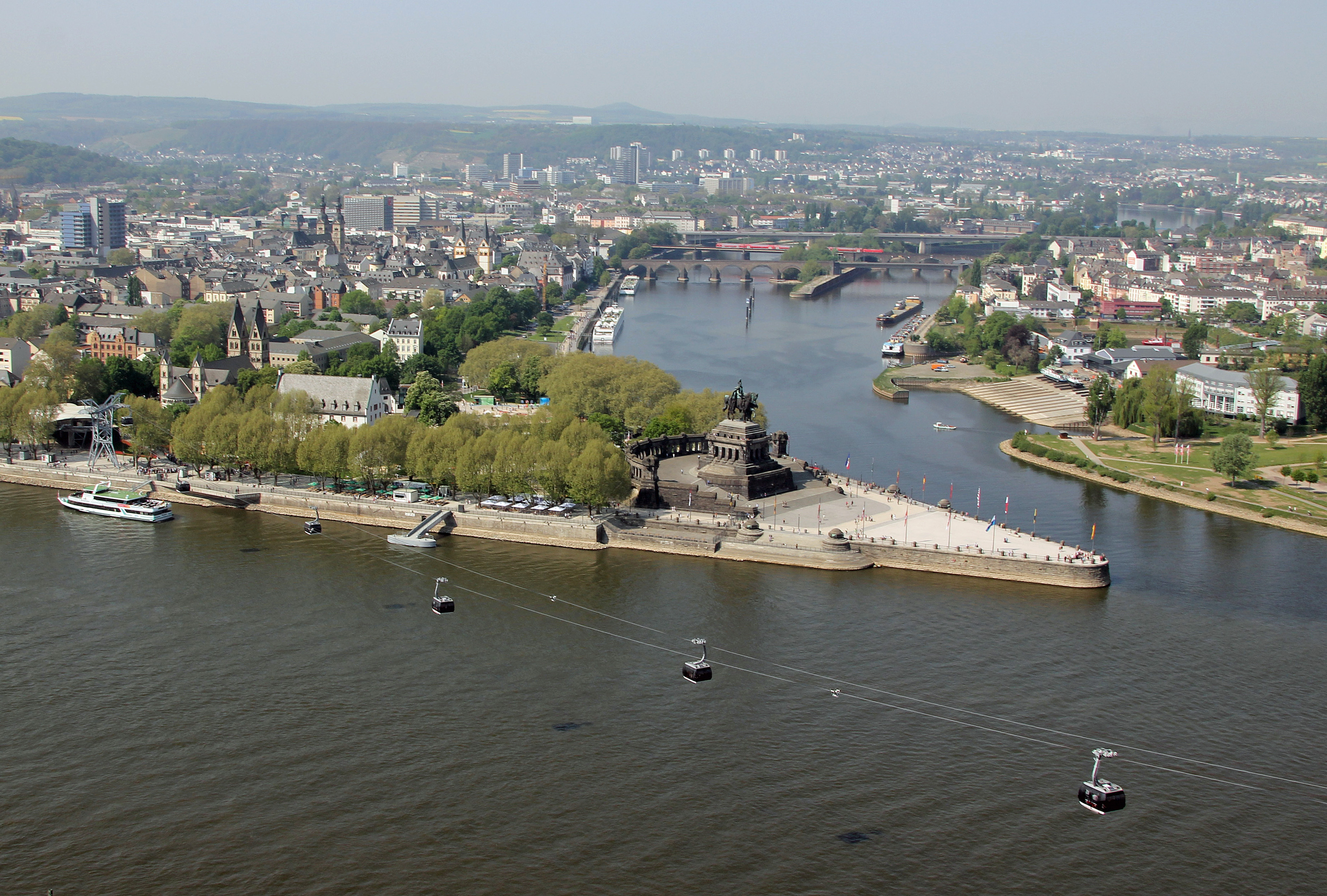
Confluência com o rio Reno em Coblença : o Deutsches Eck. Ao fundo o Mosela, à frente o Reno.

Entre os principais afluentes encontram-se:
- Rio Saar (246 km)
- Rio Sauer (173 km)
- Rio Meurthe (161 km)
- Rio Kyll (142 km)
- Rio Seille (135 km)
- Rio Madon (98 km)
- Rio Orne (80 km)
- Rio Lieser (74 km)
- Rio Salm (63 km)
- Rio Elzbach (59 km)
- Rio Alf (53 km)
- Rio Vologne (50 km)
- Rio Rupt de Mad (50 km)
- Rio Ruwer (49 km)
- Rio Moselotte (47 km)
- Rio Esch (46 km)